# Fenazepam
Il fenazepam è un composto chimico di formula C15H10BrClN2O che in condizioni normali si presenta come una polvere cristallina bianca con una sfumatura giallo-grigia, inodore e insapore.

## Storia
Il fenazepam è stato sintetizzato e sviluppato per la prima volta nel 1975 nell'ex Unione Sovietica, dove è diventato una delle benzodiazepine più prescritte dal 1978 per il trattamento dei disturbi del sonno, dell'ansia, dell'alcolismo e dell'epilessia. L'uso limitato su licenza spiega la scarsità di letteratura scientifica sottoposta a revisione paritaria sul fenazepam che non sia scritta in russo.

## Caratteristiche strutturali e fisiche
Il fenazepam appartiene al gruppo delle 1,4-benzodiazepine, la stessa famiglia di farmaci a cui appartengono diazepam, oxazepam e temazepam. Si tratta di un composto eterociclico con un anello diazepinico fuso a un anello fenilico strutturalmente molto simile al diazepam. È insolubile in acqua, ma solubile in etanolo (~0,2 mg/ml), dimetilformammide e cloroformio (20 mg/ml).
Basandosi sulla sua struttura chimica, è improbabile che il fenazepam possa essere facilmente convertito in un'altra benzodiazepina o in un'altra sostanza controllata.

## Reattività e caratteristiche chimiche
Si tratta di una base debole.

### Metodi di determinazione
Il fenazepam può essere determinato in nella saliva e nei campioni di sangue e urine post-mortem attraverso:
- gas cromatografia con rilevatore a cattura di elettroni (GC-ECD)[2][3][4]
- LC-MS[5][6][7]
- spettrometria di massa con ionizzazione a ioni negativi (GC/NICI-MS)[8]
- dosaggio immunologico (Syva ETSplus)[3][9]

Il fenazepam e il 3-idrossifenazepam possono essere quantificati tramite LC-MS/MS in una varietà di fluidi post-mortem (sangue subclaviale, sangue femorale, sangue cardiaco, urina, umor vitreo) e tessuti (talamo, fegato). Il fenazepam nei campioni di capelli umani è stato quantificato tramite LC-MS/MS.
Sono stati pubblicati pochi metodi di determinazione del 5-bromo-(2-clorofenil)-2-aminobenzofenone (ABPH), anche noto come 2-amino-5-bromo-2-clorofenil-benzofenone, altro metabolita del fenazepam.

### Spettri analitici
Del fenazepam sono dunque disponibili i seguenti spettri analitici:
- spettro UV/vis[14]
- spettro GC-MS
- spettro MS-MS[15]
- spettro LC-MS
- spettro FTIR
- spettro ATR-IR
- spettro Raman
- spettro 13C NMR[16]

## Farmacologia e tossicologia

### Farmocinetica
Nei paesi in cui il fenazepam viene utilizzato, è disponibile in compresse da 0,5 mg e 1 mg, soluzioni iniettabili (0,1%, 0,3%) e cerotti transdermici. La dose giornaliera clinicamente applicata di fenazepam non dovrebbe superare i 10 mg. La normale dose terapeutica orale è di 0,5 mg due o tre volte al giorno, ma sono state riportate dosi fino a 10 mg/giorno.
Ci sono informazioni limitate sulla farmacocinetica e il metabolismo del fenazepam negli esseri umani. Mentre nei ratti il Cmax viene raggiunto in un'ora, negli esseri umani ci vogliono circa 4 ore. La dose clinica usuale di 0,5–2,0 mg produce concentrazioni terapeutiche nel plasma sanguigno di 20–60 µg/L.
Gli studi sugli esseri umani hanno dimostrato che il volume di distribuzione (Vd) del fenazepam è pari a 4,7 - 6,0 L/kg. Altre benzodiazepine hanno valori di Vd inferiori, il che implica che il fenazepam ha una lipofilia relativamente alta e quindi si accumula maggiormente nel grasso corporeo.
Nell'uomo e nei ratti il fenazpam viene metabolizzato principalmente attraverso idrossilazione aromatica. In uno studio in cui è stata somministrata una dose orale di 5 mg di fenazepam a volontari sani, il 3-idrossifenazepam è stato rilevato nei campioni di urina ma non nei campioni di sangue. Glucuronidi di metaboliti idrossilati sono stati trovati sia nei ratti sia uomo. Altri metaboliti sono: il 5-bromo-(2-clorofenil)-2-aminobenzofenone (ABPH), noto anche come 2-amino-5-bromo-2-clorofenilbenzofenone (ABCB), e il 6-bromo-(2-clorofenil) chinazolina-2-one (QNZ). QNZ e ABPH sono probabilmente gli unici a mostrare effetti farmacologici in vivo significativi in situazioni di overdose. Secondo uno studio del 2001, è probabile che, basandosi sulle informazioni provenienti da altre benzodiazepine, l'idrossilazione del fenazepam sia catalizzata dalla famiglia di citocromo P450, specificamente CYP3A.
Negli esseri umani, il fenazepam ha un’emivita di eliminazione relativamente lunga, pari a 60 ore, e i suoi effetti avversi possono persistere fino a 5 giorni (alcuni rapporti indicano fino a 3 settimane) dopo l’ingestione. Tuttavia, emivita molto più brevi (14,9–15,6 ore), sono stati riportati in pazienti epilettici a cui sono stati somministrati 2 mg di fenazepam per via intramuscolare o endovenosa.
| Parametro                             | Valore             | Dose/somministrazione                |
| ------------------------------------- | ------------------ | ------------------------------------ |
| Volume di distribuzione               | 4,7 - 6,0 L/kg     | 3 o 5 mg (orale) 2 mg (i.v. or i.m.) |
| Emivita                               | ~ 15 - 60 h        | 3 o 5 mg (orale) 2 mg (i.v. or i.m.) |
| Biodisponibilità                      | 80%                | 2 mg (i.v. or i.m.)                  |
| Cmax                                  | 200–400 mg/L       | 3 o 5 mg (orale)                     |
| Tmax                                  | ~ 4 h              | 3 o 5 mg (orale)                     |
| Costante del tasso di eliminazione    | 0,044 - 0,047      | 2 mg (i.v. or i.m.)                  |
| Clearance plasmatica                  | 220,4 - 267,9 ml/h | 2 mg (i.v. or i.m.)                  |
| Concentrazione allo stato stazionario | 157,2 mg/L         | 1 mg i.v. ripetuto                   |

### Farmacodinamica
Le azioni del fenazepam sono mediate dal recettore GABA-A e vengono contrastate dall’antagonista selettivo delle benzodiazepine, il flumazenil. Il fenazepam (1 mg/kg) inibisce l'attività Ɵ nell'EEG e ha aumentato l'attività lenta del delta e l'attività β ad alta frequenza. L'inversione del comportamento da astinenza tramite valproato e alfa-metildopa indica un ruolo dei meccanismi gabaergici e dopaminergici nell'azione del fenazepam.

#### Studi in vitro sugli animali
In vitro, il fenazepam e il suo metabolita (3-idrossifenazepam) potenziano le risposte del GABA con valori di EC50 di 6,1 nM e 10,3 nM, rispettivamente, comparabili al valore di 13,5 nM per il diazepam. In vivo, il fenazepam induce un rilassamento muscolare pronunciato nel Rodarod test con un valore di ED50 di 2,48 (1,65 - 3,72) mg/kg, e a 10 mg/kg riduce la risposta punita nel test del conflitto tra motivazione al bere e stimoli elettrici dolorosi.
Studi in vitro su fette cerebellari di ratto hanno dimostrato che sia il fenazepam che il 3-idrossifenazepam hanno potenziato le risposte al GABA. Il potenziamento delle risposte al GABA è stato osservato anche per il 5-bromo-(2-clorofenil)-2-aminobenzofenone (ABPH) nelle cellule del Purkinje isolate di ratto. In esperimenti in vitro, ABPH e il 6-bromo-(2-clorofenil) chinazolina-2-one (QNZ), hanno mostrato attività farmacologica. QNZ e ABPH hanno evidenziato effetti bifasici sul recettore GABAA, potenziando inizialmente le correnti di cloruro mediate dal recettore GABA-A a basse concentrazioni, per poi inibirle a concentrazioni micromolari più elevate.
Il pre-trattamento dei ratti con fenazepam (2 mg/kg i.p.) ha ridotto significativamente, ma non abolito, l'aumento della generazione di monossido di azoto indotto dal pentetrazolo (PTZ) e ha ridotto drasticamente l'aumento della concentrazione di sostanze reattive con l'acido tiobarbiturico (TBARS; biomarcatore della formazione di specie reattive ll'ossigeno) nella corteccia cerebrale ai livelli di controllo, suggerendo un effetto neuroprotettivo del fenazepam.

### Effetti del composto e usi clinici
Il fenazepam non è stato autorizzato in nessun altro Paese al di fuori della Russia. Il profilo farmacologico del fenazepam si adatta bene a quello delle classiche benzodiazepine: riduce l’ansia, le convulsioni e l’attività locomotoria. È più potente del diazepam (circa da 5 a 10 volte) e presenta effetti avversi più gravi e di durata maggiore.
Il fenazepam aumenta di diverse volte la durata del sonno indotto dall'esanale ed è, sotto questo aspetto, superiore al diazepam. Le convulsioni indotte da alte dosi di pentretazolo (100 mg/kg) sono completamente prevenute dal fenazepam (1,4 mg/kg). In uno studio clinico in doppio cieco, il fenazepam (0,0025 mg/kg) ha mostrato una sedazione più pronunciata e di durata maggiore rispetto al diazepam (0,005 mg/kg).

### Controindicazioni ed effetti collaterali
A dosi relativamente elevate, il fenazepam induce ipotonia muscolare, sonno profondo e coma. Sono stati segnalati casi di abuso del composto e in seguito a dosaggi relativamente elevati o all'uso prolungato, si manifestano segni di astinenza. Sebbene il fenomeno dell'astinenza da fenazepam sia stato segnalato negli esseri umani, non sono stati descritti studi espliciti sul potenziale di dipendenza negli esseri umani.
Tuttavia, data la sua elevata potenza e durata d'azione, presumibilmente rientra nella fascia più alta delle benzodiazepine convenzionali. Il fenazepam è stato frequentemente rinvenuto in campioni sequestrati dalla polizia o dalla dogana.

### Tossicità
I segni comuni di intossicazione da fenazepam includono depressione del sistema nervoso centrale, amnesia, perdita di equilibrio, vertigini, confusione, sonnolenza, visione offuscata, coordinazione compromessa e allucinazioni (visive e uditive). Rispetto ad altre benzodiazepine, gli effetti tossici del fenazepam possono durare fino a cinque giorni o, in alcuni casi, fino a tre settimane, e possono oscillare nel tempo. Studi condotti in Svezia hanno rilevato che una parte dei pazienti presenta sintomi prolungati di intossicazione, mentre una ricerca sistematica in Russia ha analizzato gli effetti nei bambini tra 11 e 14 anni.
| Concentrazione | Effetti                                          |
| -------------- | ------------------------------------------------ |
| 2,50 ± 1,55    | Sonnolenza, pupille e colore della pelle normali |
| 2,65 ± 0,95    | Atassia                                          |
| 2,76 ± 0,98    | Tachicardia, ipotonia muscolare                  |
| 3,25 ± 0,55    | Sonno profondo                                   |
| 4,02 ± 0,3     | Coma                                             |

Il composto non è considerato mutagenico per l'uomo.

### Interazioni
Come altre benzodiazepine, il fenazepam presenta una tossicità grave quando viene utilizzato contemporaneamente con altri farmaci depressivi del sistema nervoso centrale (SNC), in particolare oppioidi e alcol, aumentando il rischio di depressione respiratoria e morte. Sono stati descritti vari casi fatali a seguito dell'ingestione di fenazepam (confermata analiticamente), principalmente in combinazione con altri farmaci depressivi del SNC.